# Équipe d'Espagne féminine de handball
Maillots
Dernière mise à jour : 11 novembre 2024.

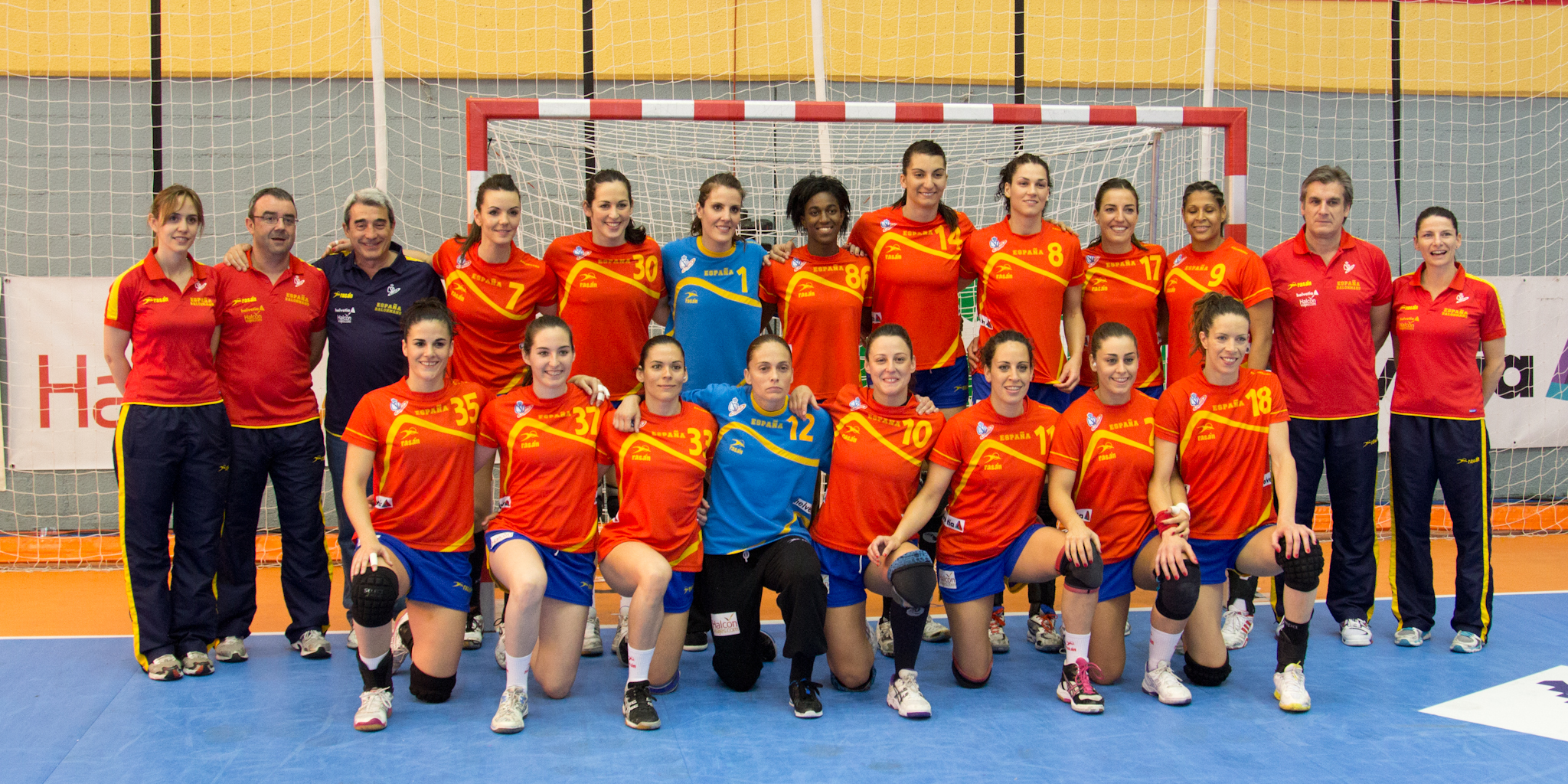
Équipe d'Espagne de handball en 2013.

L'équipe d'Espagne féminine de handball est constituée par une sélection de joueuses espagnoles, sous l'égide de la Fédération royale espagnole de handball lors des compétitions internationales.
Cette sélection n'a jamais été titrée, mais est vice-championne d'Europe (en 2008 et 2014), une fois vice-championne du monde en 2019 et a remporté deux médailles de bronze, une au championnat du monde 2011 et une aux Jeux olympiques de 2012 à Londres.

## Palmarès

### Tableau des médailles
Jeux olympiques
- (2012)

Jeux méditerranéens
- (2005, 2018, 2022)
- (1979, 2001 )
- (1987, 1991, 1993)

Championnat du monde
- (2019)
- (2011)

Championnat d'Europe 
- (2008, 2014)

### Parcours détaillé
| Année | Pos.                                | J             | G             | N             | P             |
| ----- | ----------------------------------- | ------------- | ------------- | ------------- | ------------- |
| 1976  | Non qualifiée                       | Non qualifiée | Non qualifiée | Non qualifiée | Non qualifiée |
| 1980  | Non qualifiée                       | Non qualifiée | Non qualifiée | Non qualifiée | Non qualifiée |
| 1984  | Non qualifiée                       | Non qualifiée | Non qualifiée | Non qualifiée | Non qualifiée |
| 1988  | Non qualifiée                       | Non qualifiée | Non qualifiée | Non qualifiée | Non qualifiée |
| 1992  | 7e                                  | 4             | 1             | 0             | 3             |
| 1996  | Non qualifiée                       | Non qualifiée | Non qualifiée | Non qualifiée | Non qualifiée |
| 2000  | Non qualifiée                       | Non qualifiée | Non qualifiée | Non qualifiée | Non qualifiée |
| 2004  | 6e                                  | 7             | 1             | 3             | 3             |
| 2008  | Non qualifiée                       | Non qualifiée | Non qualifiée | Non qualifiée | Non qualifiée |
| 2012  | Médaille de bronze, Jeux olympiques | 8             | 5             | 1             | 2             |
| 2016  | 6e                                  | 6             | 3             | 0             | 3             |
| 2020  | 9e                                  | 5             | 2             | 0             | 3             |
| 2024  | 12e                                 | 5             | 0             | 0             | 5             |
| Total | 6/13                                | 35            | 12            | 4             | 19            |

| Année  | Pos.          | J             | G             | N             | P             |
| ------ | ------------- | ------------- | ------------- | ------------- | ------------- |
| 1994   | Non qualifiée | Non qualifiée | Non qualifiée | Non qualifiée | Non qualifiée |
| 1996   | Non qualifiée | Non qualifiée | Non qualifiée | Non qualifiée | Non qualifiée |
| 1998   | 12e           | 6             | 0             | 1             | 5             |
| 2000   | Non qualifiée | Non qualifiée | Non qualifiée | Non qualifiée | Non qualifiée |
| 2002   | 13e           | 3             | 0             | 2             | 1             |
| 2004   | 8e            | 7             | 3             | 0             | 4             |
| 2006   | 9e            | 6             | 3             | 0             | 3             |
| 2008   | 2e            | 8             | 4             | 2             | 2             |
| / 2010 | 11e           | 6             | 2             | 0             | 4             |
| 2012   | 11e           | 6             | 2             | 1             | 3             |
| / 2014 | 2e            | 8             | 5             | 0             | 3             |
| 2016   | 11e           | 6             | 1             | 1             | 4             |
| 2018   | 12e           | 6             | 1             | 0             | 5             |
| / 2020 | 9e            | 6             | 1             | 2             | 4             |
| / 2022 | 9e            | 6             | 1             | 1             | 4             |
| / 2024 | Qualifiée     | Qualifiée     | Qualifiée     | Qualifiée     | Qualifiée     |
| 2026   | à venir       | à venir       | à venir       | à venir       | à venir       |
| / 2028 | à venir       | à venir       | à venir       | à venir       | à venir       |
| Total  | 13/18         | 74            | 23            | 10            | 41            |

| Année  | Pos.                           | J                              | G                              | N                              | P                              |
| ------ | ------------------------------ | ------------------------------ | ------------------------------ | ------------------------------ | ------------------------------ |
| 1957   | Non qualifiée                  | Non qualifiée                  | Non qualifiée                  | Non qualifiée                  | Non qualifiée                  |
| 1962   | Non qualifiée                  | Non qualifiée                  | Non qualifiée                  | Non qualifiée                  | Non qualifiée                  |
| 1965   | Non qualifiée                  | Non qualifiée                  | Non qualifiée                  | Non qualifiée                  | Non qualifiée                  |
| 1971   | Non qualifiée                  | Non qualifiée                  | Non qualifiée                  | Non qualifiée                  | Non qualifiée                  |
| 1973   | Non qualifiée                  | Non qualifiée                  | Non qualifiée                  | Non qualifiée                  | Non qualifiée                  |
| 1975   | Non qualifiée                  | Non qualifiée                  | Non qualifiée                  | Non qualifiée                  | Non qualifiée                  |
| 1978   | Non qualifiée                  | Non qualifiée                  | Non qualifiée                  | Non qualifiée                  | Non qualifiée                  |
| 1982   | Non qualifiée                  | Non qualifiée                  | Non qualifiée                  | Non qualifiée                  | Non qualifiée                  |
| 1986   | Non qualifiée                  | Non qualifiée                  | Non qualifiée                  | Non qualifiée                  | Non qualifiée                  |
| 1990   | Non qualifiée                  | Non qualifiée                  | Non qualifiée                  | Non qualifiée                  | Non qualifiée                  |
| 1993   | 15e                            | 6                              | 1                              | 0                              | 5                              |
| / 1995 | Non qualifiée                  | Non qualifiée                  | Non qualifiée                  | Non qualifiée                  | Non qualifiée                  |
| 1997   | Non qualifiée                  | Non qualifiée                  | Non qualifiée                  | Non qualifiée                  | Non qualifiée                  |
| / 1999 | Non qualifiée                  | Non qualifiée                  | Non qualifiée                  | Non qualifiée                  | Non qualifiée                  |
| 2001   | 10e                            | 6                              | 3                              | 0                              | 3                              |
| 2003   | 5e                             | 9                              | 6                              | 1                              | 2                              |
| 2005   | Non qualifiée                  | Non qualifiée                  | Non qualifiée                  | Non qualifiée                  | Non qualifiée                  |
| 2007   | 10e                            | 8                              | 3                              | 1                              | 4                              |
| 2009   | 4e                             | 10                             | 6                              | 1                              | 3                              |
| 2011   | 3e                             | 9                              | 7                              | 0                              | 2                              |
| 2013   | 9e                             | 6                              | 4                              | 0                              | 2                              |
| 2015   | 12e                            | 6                              | 3                              | 0                              | 3                              |
| 2017   | 11e                            | 6                              | 3                              | 1                              | 2                              |
| 2019   | 2e                             | 10                             | 7                              | 1                              | 2                              |
| 2021   | 4e                             | 9                              | 7                              | 0                              | 2                              |
| / 2023 | 13e                            | 6                              | 4                              | 0                              | 2                              |
| / 2025 | à venir                        | à venir                        | à venir                        | à venir                        | à venir                        |
| 2027   | à venir                        | à venir                        | à venir                        | à venir                        | à venir                        |
| 2029   | Qualifié en tant que pays hôte | Qualifié en tant que pays hôte | Qualifié en tant que pays hôte | Qualifié en tant que pays hôte | Qualifié en tant que pays hôte |
| Total  | 12/29                          | 91                             | 54                             | 5                              | 32                             |

### Jeux méditerranéens
- 1979 :  Médaille d'argent
- 1987 :  Médaille de bronze
- 1991 :  Médaille de bronze
- 1993 :  Médaille de bronze
- 1997 : 5e place
- 2001 :  Médaille d'argent
- 2005 :  Médaille d'or
- 2009 : 4e place
- 2013 : 5e place
- 2018 :  Médaille d'or
- 2022 :  Médaille d'or

## Effectifs

### Effectif actuel
L'effectif de l'équipe Jeux olympiques de 2024 est :

### Effectifs antérieurs

#### Championnat du monde 2019
L'effectif finaliste du Championnat du monde 2019 était :
- Silvia Arderíus
- Alexandrina Barbosa
- Elisabet Cesáreo
- Maitane Echeverría
- Alicia Fernández
- Mireya González
- Lara González Ortega
- Jennifer Gutiérrez
- Ainhoa Hernández
- Marta López Herrero
- Soledad López
- Silvia Navarro
- María Núñez
- Nerea Pena
- Almudena Rodríguez
- Darly Zoqbi de Paula

Entraîneur :  Carlos Viver

#### Jeux olympiques 2016
L'effectif de l'équipe aux Jeux olympiques 2016 était :
- Marta López Herrero
- Carmen Martín
- Nely Carla Alberto
- Marta Mangué
- Macarena Aguilar
- Silvia Navarro
- Elisabeth Chávez
- Elisabeth Pinedo
- Nerea Pena
- Lara González Ortega
- Patricia Elorza
- Naiara Egozkue
- Darly Zoqbi de Paula
- Alexandrina Barbosa

Entraîneur :  Carlos Viver

## Personnalités liées à la sélection

### Joueuses distinguées
- Carmen Martín (4), élue meilleure ailière droite du championnat du monde 2011 et des championnats d'Europe 2014, 2016 et 2018
- Begoña Fernández (2), élue meilleure pivot du championnat d'Europe 2008 et du championnat du monde 2009
- Marta Mangué (2), élue meilleure arrière droite du championnat du monde 2009 et meilleure demi-centre des Jeux olympiques d'été de 2012
- Alexandrina Barbosa (1), élue meilleure arrière gauche du championnat du monde 2019
- Nerea Pena (1), élue meilleure ailière droite du championnat d'Europe 2010

### Statistiques individuelles
- Les joueuses toujours en activités sont surlignées en bleu

| #  | Joueuse                    | Matchs | Buts  |
| -- | -------------------------- | ------ | ----- |
| 1  | Marta Mangué               | 301    | 1 034 |
| 2  | Cristina Gómez Arquer (ca) | 277    | 897   |
| 3  | Carmen Martín              | 250    | 866   |
| 4  | Silvia Navarro             | 249    | 013   |
| 5  | Macarena Aguilar           | 240    | 638   |
| 6  | Elisabeth Pinedo           | 201    | 441   |
| 7  | Montserrat Puche Díaz (es) | 196    | 736   |
| 8  | María Eugenia Sánchez (es) | 195    | 0     |
| 9  | Elisabeth Chávez           | 185    | 130   |
| 10 | Lara González Ortega       | 184    | 189   |

| #  | Joueuse                    | Buts  | Matchs | Moy. |
| -- | -------------------------- | ----- | ------ | ---- |
| 1  | Marta Mangué               | 1 034 | 301    | 3,44 |
| 2  | Cristina Gómez Arquer (ca) | 897   | 277    | 3,24 |
| 3  | Carmen Martín              | 866   | 250    | 3,46 |
| 4  | Alexandrina Barbosa        | 765   | 171    | 4,47 |
| 5  | Montserrat Puche Díaz (es) | 736   | 196    | 3,76 |
| 6  | Macarena Aguilar           | 638   | 240    | 2,66 |
| 7  | Nerea Pena                 | 595   | 176    | 3,38 |
| 8  | Elisabeth Pinedo           | 441   | 201    | 2,19 |
| 9  | Susana Fraile (en)         | 411   | 131    | 3,14 |
| 10 | Noelia Oncina (en)         | 406   | 174    | 2,33 |
| 11 | Natalia Morskova           | 396   | 049    | 8,08 |

### Sélectionneurs
Parmi les sélectionneurs, on trouve :
- Domingo Bárcenas : dans les années 1960 et/ou 1970
- César Argilés Blasco (de) : de 1981 à 1982
- Francisco Sánchez Sánchez : de 1986 à 1992
- Julián Ruiz (de) : de 1997 à 1998
- Luis Carlos Torrescusa (es) : de 1998 à 2000
- Cristina Mayo (es) : autour de 2001
- José Francisco Aldeguer (es) : de 2002 à 2004
- Miguel Florido : de ? à 2007
- Jorge Dueñas (es) : de 2007 à 2017, 218 matchs internationaux
- Carlos Viver (es) : de 2014 à 2021[4]
- José Ignacio Prades Pons : de 2021 à 2023
- Ambros Martín : depuis 2023